# ريتش هيل
ريتش هيل (بالإنجليزية: Rich Hill) هو لاعب كرة قاعدة أمريكي، ولد في 11 مارس 1980 في بوسطن في الولايات المتحدة.

## وصلات خارجية
- ريتش هيل على موقع دوري كرة القاعدة الرئيسي (الإنجليزية)
- ريتش هيل على موقعبيزبول رفرنس.كوم (الدوري الرئيسي) (الإنجليزية)
- ريتش هيل على موقعبيزبول رفرنس.كوم (الدوري الثانوي) (الإنجليزية)
- ريتش هيل على موقع إي إس بي إن.كوم (أم.أل.بي) (الإنجليزية)
- ريتش هيل على موقع مشجعي الرسوم البيانية (الإنجليزية)